# Siladice
Siladice és un poble i municipi d'Eslovàquia que es troba a la regió de Trnava, a l'oest del país. El 2023 tenia 656 habitants.

## Història
La primera menció escrita de la vila es remunta al 1113.

## Demografia
| Godina             | 1994 | 2004   | 2014   | 2024   |
| ------------------ | ---- | ------ | ------ | ------ |
| Nombre de persones | 637  | 620    | 670    | 647    |
| Diferència         |      | −2,66% | +8,06% | −3,43% |

| Godina             | 2023 | 2024   |
| ------------------ | ---- | ------ |
| Nombre de persones | 656  | 647    |
| Diferència         |      | −1,37% |